# Aleš Hemský
Aleš Hemský (né le 13 août 1983 à Pardubice en Tchécoslovaquie aujourd'hui ville de République tchèque) est un joueur professionnel tchèque de hockey sur glace qui évolue au poste d'ailier droit. 

## Carrière professionnelle
Il a été repêché par les Oilers d'Edmonton lors du repêchage d'entrée dans la LNH 2001, à la 13e position.
Avant de rejoindre les rangs majeurs, Hemsky a disputé deux saisons avec les Olympiques de Hull de la Ligue de hockey junior majeur du Québec, avec qui il a remporté en 2001 le trophée Michael-Bossy, remis annuellement au meilleur espoir de la ligue.
Lors de ses deux premières saisons professionnelles avec les Oilers, Hemsky a démontré un réel talent et un potentiel remarquable sans toutefois présenter des statistiques impressionnantes. Durant le lock-out de la saison 2004-2005, il est retourné dans sa ville natale pour jouer avec le club HC Moeller Pardubice, tout comme Milan Hejduk, de l'Avalanche du Colorado. Avec l'aide de ceux-ci, le club tchèque a remporté le Championnat tchèque Extraliga pour la première fois en 16 ans.
Lors de sa troisième saison avec les Oilers en 2005-2006, Hemsky a explosé avec une production offensive de 77 points en 81 matchs, ce qui l'a placé au premier rang des meilleurs pointeurs de son équipe. Lors des séries éliminatoires, il a continué de s'illustrer en marquant des buts à moments cruciaux et a contribué aux succès de son équipe, qui s'est rendu jusqu'à la finale de la Coupe Stanley perdu contre les Hurricanes de la Caroline.
Il termine également meilleur pointeur des Oilers lors de la saison 2007-2008 avec 71 points inscrits en 74 matchs et lors de la saison 2008-2009 avec 66 points inscrits en 72 matchs. Hemsky est surtout un passeur décisif mais a tout de même réalisé un coup du chapeau le 20 mars 2012 lors de la victoire 6 à 3 des Oilers contre les Predators de Nashville.
Le 5 mars 2014, il est échangé aux Sénateurs d'Ottawa contre un choix de cinquième ronde au repêchage de 2014 ainsi qu'un choix de troisième ronde en 2015.
Il signe à titre d'agent libre avec les Stars de Dallas le 1er juillet 2014.
Le 3 juillet 2017, il signe un contrat d'une saison et d'un million de dollars avec les Canadiens de Montréal mais ne joue que sept matches avec l'équipe : le 20 octobre 2017,  contre les Ducks d'Anaheim, il subit une commotion cérébrale qui lui fait manquer le reste de la saison à l'issue de laquelle il est finalement laissé libre par les Canadiens.

## Statistiques

### En club
| Saison     | Équipe                          | Ligue         |     | Saison régulière | Saison régulière | Saison régulière | Saison régulière | Saison régulière |   | Séries éliminatoires | Séries éliminatoires | Séries éliminatoires | Séries éliminatoires | Séries éliminatoires |
| Saison     | Équipe                          | Ligue         | PJ  | B                | A                | Pts              | Pun              | PJ               | B | A                    | Pts                  | Pun                  |                      |                      |
| 1999-2000  | HC IPB Pojišťovna Pardubice     | Extraliga     | 4   | 0                | 1                | 1                | 0                | -                | - | -                    | -                    | -                    |                      |                      |
| 1999-2000  | HC IPB Pojišťovna Pardubice U20 | Extraliga U20 | 45  | 20               | 36               | 56               | 54               | 7                | 4 | 14                   | 18                   | 36                   |                      |                      |
| 2000-2001  | Olympiques de Hull              | LHJMQ         | 68  | 36               | 64               | 100              | 67               | 5                | 2 | 3                    | 5                    | 2                    |                      |                      |
| 2001-2002  | Olympiques de Hull              | LHJMQ         | 53  | 27               | 70               | 97               | 86               | 10               | 6 | 10                   | 16                   | 6                    |                      |                      |
| 2002-2003  | Oilers d'Edmonton               | LNH           | 59  | 6                | 24               | 30               | 14               | 6                | 0 | 0                    | 0                    | 0                    |                      |                      |
| 2003-2004  | Oilers d'Edmonton               | LNH           | 71  | 12               | 22               | 34               | 14               | -                | - | -                    | -                    | -                    |                      |                      |
| 2004-2005  | HC Moeller Pardubice            | Extraliga     | 47  | 13               | 18               | 31               | 28               | 16               | 4 | 10                   | 14                   | 26                   |                      |                      |
| 2005-2006  | Oilers d'Edmonton               | LNH           | 81  | 19               | 58               | 77               | 58               | 24               | 6 | 11                   | 17                   | 14                   |                      |                      |
| 2006-2007  | Oilers d'Edmonton               | LNH           | 64  | 13               | 40               | 53               | 40               | -                | - | -                    | -                    | -                    |                      |                      |
| 2007-2008  | Oilers d'Edmonton               | LNH           | 74  | 20               | 51               | 71               | 34               | -                | - | -                    | -                    | -                    |                      |                      |
| 2008-2009  | Oilers d'Edmonton               | LNH           | 72  | 23               | 43               | 66               | 32               | -                | - | -                    | -                    | -                    |                      |                      |
| 2009-2010  | Oilers d'Edmonton               | LNH           | 22  | 7                | 15               | 22               | 8                | -                | - | -                    | -                    | -                    |                      |                      |
| 2010-2011  | Oilers d'Edmonton               | LNH           | 47  | 14               | 28               | 42               | 18               | -                | - | -                    | -                    | -                    |                      |                      |
| 2011-2012  | Oilers d'Edmonton               | LNH           | 69  | 10               | 26               | 36               | 43               | -                | - | -                    | -                    | -                    |                      |                      |
| 2012-2013  | HC ČSOB Pojišťovna Pardubice    | Extraliga     | 27  | 14               | 18               | 32               | 52               | -                | - | -                    | -                    | -                    |                      |                      |
| 2012-2013  | Oilers d'Edmonton               | LNH           | 38  | 9                | 11               | 20               | 16               | -                | - | -                    | -                    | -                    |                      |                      |
| 2013-2014  | Oilers d'Edmonton               | LNH           | 55  | 9                | 17               | 26               | 20               | -                | - | -                    | -                    | -                    |                      |                      |
| 2013-2014  | Sénateurs d'Ottawa              | LNH           | 20  | 4                | 13               | 17               | 4                | -                | - | -                    | -                    | -                    |                      |                      |
| 2014-2015  | Stars de Dallas                 | LNH           | 76  | 11               | 21               | 32               | 16               | -                | - | -                    | -                    | -                    |                      |                      |
| 2015-2016  | Stars de Dallas                 | LNH           | 75  | 13               | 26               | 39               | 20               | 13               | 1 | 3                    | 4                    | 2                    |                      |                      |
| 2016-2017  | Stars de Dallas                 | LNH           | 15  | 4                | 3                | 7                | 0                | -                | - | -                    | -                    | -                    |                      |                      |
| 2017-2018  | Canadiens de Montréal           | LNH           | 7   | 0                | 0                | 0                | 10               | -                | - | -                    | -                    | -                    |                      |                      |
| Totaux LNH | Totaux LNH                      | Totaux LNH    | 845 | 174              | 398              | 572              | 353              | 43               | 7 | 14                   | 21                   | 16                   |                      |                      |

### En équipe nationale
| Année | Équipe                 | Compétition                 |    | PJ | B | A | Pts | Pun                |  | Résultat |
| 2002  | République tchèque U20 | Championnat du monde junior | 7  | 3  | 6 | 9 | 6   | 7e place           |  |          |
| 2005  | Tchéquie               | Championnat du monde        | 7  | 2  | 0 | 2 | 2   | Médaille d'or      |  |          |
| 2006  | République tchèque     | Jeux olympiques             | 8  | 1  | 2 | 3 | 2   | Médaille de bronze |  |          |
| 2009  | République tchèque     | Championnat du monde        | 7  | 2  | 4 | 6 | 4   | 6e place           |  |          |
| 2012  | République tchèque     | Championnat du monde        | 10 | 5  | 3 | 8 | 8   | Médaille de bronze |  |          |
| 2014  | République tchèque     | Jeux olympiques             | 5  | 3  | 1 | 4 | 0   | 6e place           |  |          |
| 2016  | République tchèque     | Coupe du monde              | 3  | 0  | 2 | 2 | 0   | 6e place           |  |          |

## Roller in line hockey
Il a représenté l'équipe de République tchèque.

### Statistiques en équipe nationale
| Année | Édition | PJ | B  | A  | Pts | Pun  | Résultat      |
| ----- | ------- | -- | -- | -- | --- | ---- | ------------- |
| 2003  | CM      | 6  | 10 | 10 | 20  | 4.5  | 4e de l'élite |
| 2004  | CM      | 5  | 9  | 4  | 13  | 12.0 | 6e de l'élite |
| 2008  | CM      | 5  | 1  | 4  | 5   | 1.5  | 5e de l'élite |